# Liste von Mühlen im Triebischtal
Liste von Mühlen im Triebischtal gibt eine Übersicht über die historischen Wassermühlen an der Triebisch und der  Kleinen Triebisch, unabhängig davon, ob sie noch existieren oder bereits verfallen und abgerissen sind. 
Es wurden etwa 60 Mühlenstandorte erfasst. Bei Mühlen, die unter Denkmalschutz stehen, kann über die ID-Nummer der jeweilige Denkmaltext aus der sächsischen Denkmalliste aufgerufen werden. Die historische Bedeutung der Mühlen als Einzeldenkmale ergibt sich aus dem Denkmaltext des Landesamts für Denkmalpflege Sachsen.

## Legende
- Bild: zeigt ein Bild der Mühle und gegebenenfalls zusätzlich einen Link zu weiteren Fotos im Medienarchiv Wikimedia Commons.
- Bezeichnung: Name der Mühle und gegebenenfalls Bauwerksname des Kulturdenkmals
- Lage: Ortsteil bzw. Gemarkung sowie Straßenname und Hausnummer. Der Link Karte führt zur Kartendarstellung.
- Datierung: gibt das Jahr der Fertigstellung oder den Zeitraum der Errichtung an.
- Beschreibung: Angabe baulicher und geschichtlicher Einzelheiten, von Denkmaleigenschaften sowie ehemaligen Besitzern oder Bewohnern der Mühle
- ID: Falls die Mühle ein Kulturdenkmal ist, ist hier die ID-Nr. des Landesamts für Denkmalpflege Sachsen angegeben. Ein ggf. vorhandenes Icon  führt zu den Angaben bei Wikidata.

## Liste von Mühlen im Triebischtal
Die Liste ist entsprechend der örtlichen Lage am Flusslauf von der Quelle zur Mündung gegliedert.
| Mühlen an der Triebisch         |                                             |                                                           |                   | |                          |
| Weitere Bilder                  | Grillenburger Mühle                         | Grillenburg, Hauptstraße 18 (Karte)                       |                   | ehem. Grillenburger Mühle, auch Amtsmühle |                          |
| Weitere Bilder                  | Sumpfmühle Hetzdorf                         | Hetzdorf, Sumpfmühlenweg 12 (Karte)                       | 1712              | ehem. Sumpfmühle, später Gaststätte und Freibad |                          |
| Weitere Bilder                  | Obere Mühle oder Hoffmannmühle in Herrndorf | Hetzdorf, Herrndorfer Straße 7-8 (Karte)                  |                   | ehem. Obere Mühle am Hetzbach, jetzt Wohnhaus |                          |
| Weitere Bilder                  | Nieder- oder Funkemühle Herrndorf           | Hetzdorf, Am Hetzbach 11 (Karte)                          |                   | ehem. Niedermühle am Hetzbach, Dreiseithof, jetzt Wohnhaus |                          |
| Weitere Bilder                  | Lohmühle Wüstarabien                        | Grund, Am Tharandter Wald 52 (Karte)                      |                   | Gemarkung Mohorn. Ehemalige Lohmühle oder Lochmühle in Grund, jetzt Wohnhaus. |                          |
| Weitere Bilder                  | Noackmühle oder Obermühle Grund             | Grund, Hetzdorfer Straße 3 (Karte)                        | 1845              | Gemarkung Mohorn. Wohnmühlenhaus und Mühlentechnik; bau- und technikgeschichtliche Bedeutung. Ehem. Mühle, jetzt Blaue Mühle genannt. | 09278551                 |
| Weitere Bilder                  | Niedermühle Grund                           | Grund, Am Tharandter Wald 8; 10 (Karte)                   | um 1870           | Gemarkung Mohorn. Wohnstallhaus, Seitengebäude und Scheune eines Dreiseithofes (ehemals Mühle); in seiner Struktur erhalten, bau- und ortsgeschichtlich relevant. | 09278546                 |
| Weitere Bilder                  | Dorfmühle Mohorn                            | Mohorn, Freiberger Straße 11 (Karte)                      |                   | ehem. Dorfmühle, jetzt Wohnhaus | Wikidata-Objekt anzeigen |
| Weitere Bilder                  | Tännichtmühle Herzogswalde                  | Herzogswalde (Karte)                                      |                   | ehem. Tännichtmühle, verfallen |                          |
|                                 | Lohmühle Herzogswalde                       | Herzogswalde (Karte)                                      |                   | ehem. Lohmühle, genaue Lage unklar, abgerissen |                          |
| Weitere Bilder                  | Dorfmühle Herzogswalde                      | Herzogswalde, Hauptstraße 10 (Karte)                      |                   | ehem. Dorfmühle, am Dorfbach |                          |
| Weitere Bilder                  | Semmelmühle Mohorn                          | Mohorn, Am Semmelberg 1 (Karte)                           |                   | ehem. Semmelmühle, jetzt Wohnhaus |                          |
| Weitere Bilder                  | Leutholdmühle Helbigsdorf                   | Helbigsdorf, Herzogswalder Straße 24 (Karte)              | 1812              | Wohnmühlenhaus und Ausgedingehaus eines Mühlenanwesens; beide Gebäude Obergeschoss Fachwerk mit Kreuzstreben, baugeschichtliche und ortsgeschichtliche Bedeutung, technikgeschichtliche Relevanz. | 08964678                 |
| Weitere Bilder                  | Kirstenmühle Helbigsdorf                    | Helbigsdorf, Talstraße 42 (Karte)                         | 18. Jh.           | Vierseithof (ehemalige Mühle und Bäckerei) mit Wohnstallhaus, Auszugshaus mit Scheunenteil, Seitengebäude und Scheune; alle Gebäude mit Fachwerk, in seiner Struktur erhaltener Hof, baugeschichtlich und ortsgeschichtlich von Bedeutung. | 08964681                 |
| Weitere Bilder                  | Dietrichmühle Helbigsdorf                   | Helbigsdorf, Talstraße 46 (Karte)                         | nach 1886         | Wohnmühlenhaus und Scheune eines Mühlenanwesens; Scheune Sichtfachwerk, baugeschichtlich und ortsgeschichtlich von Bedeutung, technikgeschichtliche Relevanz. | 08964680                 |
| Weitere Bilder                  | Kriegers Mühle Steinbach                    | Steinbach, Mühlenweg 3 (Karte)                            | 1726              | ehem. Kriegers Mühle Steinbach am Steinbach; Wohnstallhaus, Scheune und Mühlengebäude der sog. Kriegers Mühle; weitgehend original erhaltenes Mühlenensemble mit seltener Fachwerkkonstruktion, baugeschichtlich, hausgeschichtlich und ortsgeschichtlich von Bedeutung. | 09205777                 |
| Weitere Bilder                  | Ober- oder Krillemühle Blankenstein         | Blankenstein, Mühlenweg 7 (Karte)                         |                   | ehem. Obermühle, später Pension |                          |
| Weitere Bilder                  | Nieder- oder Buschmühle Blankenstein        | Blankenstein, Mühlenweg 8 (Karte)                         |                   | ehem. Niedermühle, jetzt Wohnhaus |                          |
| Weitere Bilder                  | Eulenmühle Tanneberg                        | Tanneberg, Neutanneberg (Karte)                           |                   | ehem. Eulenmühle Tanneberg, genaue Lage unklar, abgerissen |                          |
| Weitere Bilder                  | Dammmühle Tanneberg                         | Tanneberg, Dammmühle 2-3 (Karte)                          |                   | ehem. Damm-Mühle, jetzt Wohnhaus |                          |
| Weitere Bilder                  | Funkemühle Neukirchen                       | Neukirchen, Tännichtweg 4 (Karte)                         | 1845              | ehem. Dorfmühle Neukirchen am Tännichtbach; Mühlengebäude (Wohnstallhaus) eines ehemaligen Mühlenanwesens; zeittypischer Fachwerkbau mit baugeschichtlicher und ortsgeschichtlicher Bedeutung. | 09201477                 |
| Weitere Bilder                  | Dorfmühle Deutschenbora                     | Deutschenbora, Meißner Straße 18 (Karte)                  |                   | ehem. Dorfmühle Deutschenbora |                          |
| Weitere Bilder                  | Klotzmühle Deutschenbora                    | Deutschenbora, Meißner Straße 28 (Karte)                  |                   | ehem. Klotzmühle Deutschenbora am Deutschenboraer Bach |                          |
| Weitere Bilder                  | Rote Mühle Rothschönberg                    | Rothschönberg, Elgersdorfer Straße 72 (Karte)             |                   | ehem. Rothe Mühle, am Tännichtbach, jetzt Wohnhaus |                          |
| Weitere Bilder                  | Dorfmühle Rothschönberg                     | Rothschönberg (Karte)                                     |                   | ehem. Dorfmühle Rothschönberg am Tännichtbach, genaue Lage unklar, abgerissen |                          |
| Weitere Bilder                  | Bleimühle Rothschönberg                     | Rothschönberg (Karte)                                     |                   | ehem. Bleimühle, genaue Lage unklar |                          |
| Weitere Bilder                  | Wetzelmühle Rothschönberg                   | Rothschönberg, Tännichtbachstraße 1 (Karte)               | 1784              | Wetzelmühle (genannt Appenhof). Wohnstallhaus (ehemaliges Mühlengebäude), Seitengebäude, Scheune und weiteres Seitengebäude eines ehemaligen Mühlenanwesens sowie Hofpflasterung; alle Gebäude in Fachwerkbauweise, stattliches Wohnstallhaus mit Segmentbogenportalen, Scheune verbrettert, geschlossen erhaltene Hofanlage, baugeschichtlich, ortsgeschichtlich und wirtschaftsgeschichtlich von Bedeutung. | 09268307                 |
| Weitere Bilder                  | Munziger Mühle                              | Munzig, Munziger Hauptstraße 28 (Karte)                   |                   | ehem. Munziger Mühle, später Obere Pappenfabrik, 1968 zum Wohnhaus umgebaut |                          |
| Weitere Bilder                  | Munziger Pappenfabrik                       | Munzig, Munziger Hauptstraße 4 (Karte)                    |                   | ehem. Munziger Pappenfabrik |                          |
| Weitere Bilder                  | Ölmühle Miltitz                             | Miltitz, Triebischtalstraße 6 (Karte)                     |                   | ehem. Ölmühle |                          |
| Weitere Bilder                  | Furkert-Bartsch-Mühle Miltitz               | Miltitz, Triebischtalstraße 12; 14 (Karte)                | 1792              | Haupthaus (Nr. 12) mit Anbau und Seitengebäude der alten Mühle sowie Technik im neuen Mühlengebäude (Nr. 14); markantes Ensemble, belebt durch Krüppelwalmdächer und Fachwerk, bemerkenswerter Maschinenbestand im Neubau des späten 19. Jahrhunderts, Mahl- und Getreidemühle mit langer Familientradition, baugeschichtlich, ortshistorisch und technikgeschichtlich von Belang. Bis 1852 zum Rittergut, als Mühle noch in Betrieb.                                                                                                 | 09267945                 |
| Weitere Bilder                  | Korkmühle Roitzschen                        | Roitzschen, Roitzschwiese 19 (Karte)                      |                   | ehem. Korkmühle | Wikidata-Objekt anzeigen |
| Weitere Bilder                  | Neidmühle Roitzschen (1562/63)              | Roitzschen, Neidmühle 4; 6 (Karte)                        | 1716              | Wohnmühlengebäude, im Keller Reste von Mühlentechnik und rückwärtiges Seitengebäude über L-förmigem Grundriss; Wohnmühlengebäude mit Fachwerk im Obergeschoss in sehr alter Konstruktion (K-Streben, Thüringer-Leiter-Fachwerk, profilierte Schwelle und Füllhölzer), schöner Türstock ist jüngeren Datums, Seitengebäude gründerzeitlicher Putzbau, baugeschichtlich, ortshistorisch und technikgeschichtlich bedeutend. | 09267957                 |
| Weitere Bilder                  | Eulitzmühle Robschütz                       | Robschütz, Am Talkumwerk 2-3 (Karte)                      |                   | ehem. Eulitzmühle |                          |
| Weitere Bilder                  | Obere Papierfabrik Robschütz                | Robschütz, Am Talkumwerk (Karte)                          |                   | ehem. Mühle; Papierfabrik, später Talkumwerk Robschütz, abgerissen, genaue Lage unklar |                          |
| Weitere Bilder                  | Untere Papierfabrik Robschütz               | Robschütz (Karte)                                         |                   | ehem. Mühle; Papierfabrik, genaue Lage unklar |                          |
| Weitere Bilder                  | Barthmühle oder Obermühle Garsebach         | Garsebach, Meißener Straße 2 (Karte)                      |                   | ehem. Mühle, jetzt Stromerzeugung |                          |
| Weitere Bilder                  | Mittelmühle Garsebach                       | Garsebach, Meißener Straße 4 (Karte)                      | 1863              | ehem. Mittelmühle, jetzt technisches Denkmal. Wohnmühlengebäude (mit Anbau, im Innern noch funktionstüchtige Mühlentechnik, Turbinenantrieb) und Seitengebäude (im Inneren Backofen) sowie Stützmauer zur Triebisch und Torpfeiler eines Mühlenanwesens; orts- und technikgeschichtlich bedeutend. | 09268167                 |
| Weitere Bilder                  | Walkmühle oder Muckmühle Garsebach          | Garsebach, Meißener Straße 14 (Karte)                     |                   | ehem. Walkmühle, jetzt Wohnhaus |                          |
| Weitere Bilder                  | Fichtenmühle Garsebach                      | Garsebach, Meißener Straße 10 (Karte)                     | 1210              | Fichtenmühle, jetzt Mühlenhof-Laden |                          |
| Weitere Bilder                  | Clausmühle Dobritz                          | Meißen-Dobritz, Am Buschbad 12a; 12b (Karte)              | 1868              | Gemarkung Dobritz. Müllerwohnhaus (Nr. 12a), Auszugshaus (Nr. 12b) und Torpfeiler einer ehemaligen Mühle; ortsgeschichtlich und technikgeschichtlich von Bedeutung. | 09266257                 |
| Weitere Bilder                  | Buschmühle Meißen                           | Meißen-Dobritz, Am Buschbad 13 (Karte)                    | 2. H. 19. Jh.     | Gemarkung Dobritz. Ehem. Mühle, bis 1990 in Betrieb, jetzt Denkmalmühle, zur Energieerzeugung genutzt. Anlage aus straßenseitigem Speicherbau (Silo), straßenseitigem Wohnhaus, zurückgesetztem Mühlengebäude mit vollständiger Mühlenausstattung, Turbinenhaus, Teilen des Mühlgrabens und Mühlgrabeneinlauf; eine der größten noch erhaltenen Getreidemühlen im Landkreis Meißen, bemerkenswert die noch zahlreich erhaltene, vergleichsweise alte Technik, baugeschichtlich, ortsgeschichtlich und technikgeschichtlich bedeutend. | 09266256                 |
| Weitere Bilder                  | 6. Meißner Mühle                            | Meißen, An der Hohen Eifer 1 (Karte)                      | 1525              | Sechste Mühle, ehemalige Mühle mit Seitengebäude; baugeschichtlich, ortsgeschichtlich und technikgeschichtlich von Bedeutung. | 09266009                 |
| Weitere Bilder                  | Lederwalkmühle Meißen                       | Meißen, Ossietzkystraße 1 (früher Jacobistraße 1) (Karte) |                   | ehem. Lederwalkmühle Meißen, ab 1835 Eisengießerei Franz und Karl Jacobi, ab 1872 »Meißner Eisengießerei und Maschinenfabrik vorm. F. L. u. E. Jacobi«, ab 1897 »Jacobiwerk AG«. |                          |
| Weitere Bilder                  | 5. Meißner Mühle oder Angermühle            | Meißen, Mühlweg (Karte)                                   |                   | Fünfte Mühle oder Angermühle, jetzt Wohnhaus, genaue Lage unklar |                          |
| Weitere Bilder                  | 4. Meißner Mühle oder Wetzelmühle           | Meißen, Mühlweg 23 (Karte)                                | 16. Jh. / 1883    | Mühle mit allen Gebäuden (Mühle, Wohn- und Kontorhaus, zwei Seitengebäude, zwei Mühlsteine an der Zufahrt, Silo, Mühlentechnik, Bergkeller) sowie Einfriedung des Grundstücks; wissenschaftlich, baugeschichtlich, ortsgeschichtlich, künstlerisch und technikgeschichtlich von Bedeutung, bedeutendes Mühlenbauwerk. | 09266049                 |
| Weitere Bilder                  | 3. Meißner Mühle oder Lerchenmühle          | Meißen, Talstraße 81 (Karte)                              | 1. Hälfte 19. Jh. | ehem. Mühle; Wohnhaus und Nebengebäude, mit Einfriedung; technikgeschichtlich, ortsgeschichtlich und baugeschichtlich von Bedeutung. | 09266380                 |
| Weitere Bilder                  | 2. Meißner Mühle oder Reichmühle Meißen     | Meißen, Talstraße 90 (Karte)                              | 1828              | Kunstmühlenwerke Heinrich Reich. Mühle mit allen Gebäuden (und der Mühlentechnik), dabei das Mühlengebäude an der Straße Am Steinberg, das Wohnhaus an der Talstraße und der frühere Pferdestall (mit Kumthalle); städtebaulich und baugeschichtlich, ortsgeschichtlich und technikgeschichtlich von Bedeutung, das Wohnhaus ein Gründerzeitbau, die Mühle mit historischer Mühlentechnik. | 09265611                 |
| Weitere Bilder                  | 1. Meißner Mühle oder Schwarze Mühle Meißen | Meißen (Karte)                                            |                   | ehem. Mühle, jetzt Wohn- und Geschäftshaus, genaue Lage unklar |                          |
| Weitere Bilder                  | Brückenmühle Meißen                         | Meißen (Karte)                                            |                   | ehem. Mühle an der alten Elbbrücke in Meißen, abgerissen, genaue Lage unklar |                          |
| Mühlen an der Kleinen Triebisch |                                             |                                                           |                   | |                          |
| Weitere Bilder                  | Birkenhainer Mühle oder Hohlfeldmühle       | Birkenhain, Schmiedewalder Straße 14 (Karte)              | um 1850           | Wohnmühlengebäude; baugeschichtlich und ortshistorisch von Interesse. | 08964467                 |
| Weitere Bilder                  | Obermühle oder Naumannmühle Lampersdorf     | Lampersdorf, Baeyerhöhe 11 (Karte)                        | 1725              | Mühlenanwesen mit Wohnmühlenstallgebäude und zwei Seitengebäuden, dazu versetzter Wappenstein am Giebel des Haupthauses; alle Gebäude mit Fachwerk-Obergeschoss, Mühlengebäude mit K-Streben in der Fachwerkkonstruktion und Drillingsfenster (Palladio-Motiv) im Giebel, schönes Korbbogenportal, Seitengebäude früherer Pferdestall und früherer Schweinestall mit Gesindestube, barocker Wappenstein, baugeschichtlich, ortsgeschichtlich und wirtschaftsgeschichtlich von Bedeutung.                                              | 09268603                 |
| Weitere Bilder                  | Kirstenmühle Lampersdorf                    | Lampersdorf, Baeyerhöhe 5 (Karte)                         |                   | ehem. Kirstenmühle, jetzt Wohnhaus |                          |
| Weitere Bilder                  | Obermühle Taubenheim                        | Taubenheim, Am Schlosspark 21-23 (Karte)                  |                   | ehem. Obermühle Taubenheim |                          |
| Weitere Bilder                  | Schlossmühle oder Niedermühle Taubenheim    | Taubenheim, Zum Sportplatz 2 (Karte)                      | 1. Hälfte 19. Jh. | Schlossmühle Taubenheim (auch Sparmannmühle); Schneidemühle; Seitengebäude eines Mühlenanwesens; Obergeschoss Fachwerk, ortsgeschichtlich und baugeschichtlich von Bedeutung. | 09268138                 |
| Weitere Bilder                  | Obermühle oder Schüttoffmühle Kobitzsch     | Kettewitz (Karte)                                         |                   | ehem. Mühle, abgerissen, genaue Lage unklar |                          |
| Weitere Bilder                  | Niedermühle oder Rendlermühle Kobitzsch     | Kobitzsch, Zur Niedermühle 1 (Karte)                      |                   | ehem. Niedermühle Kobitzsch, jetzt Wohnhaus |                          |
| Weitere Bilder                  | Helmmühle Polenz oder Polenzmühle           | Polenz, Helmmühlenweg 1 (Karte)                           | 1816              | Mühlenanwesen mit Wohnhaus, zwei Seitengebäuden und Scheune; Wohnhaus mit Segmentbogenportal und Fachwerk-Obergeschoss, Seitengebäude ein Putzbau, baugeschichtlich und ortsgeschichtlich von Bedeutung. | 09267860                 |
| Weitere Bilder                  | Preiskermühle Semmelsberg                   | Semmelsberg, Zur Preiskermühle 12 (Karte)                 | 1723              | Mühlengebäude, Seitengebäude und Scheune eines Mühlenanwesens, dazu Mühlteich, Mühlgraben; charakteristisches und zugleich malerisches Mühlenanwesen sowie architektonisch markantes Fachwerkensemble, Wohnmühlengebäude mit Korbbogenportal und Fachwerkkonstruktion mit Wilder-Mann-Figur, Standort seit 1540–1548 bezeugt, am Hauptgebäude Fragment des Radkastens, an Hofseite des Seitengebäudes Taubenschlag, technikgeschichtlich und ortsgeschichtlich bedeutend.                                                             | 09268170                 |
| Weitere Bilder                  | Grundmühle Semmelsberg                      | Semmelsberg, Polenzer Straße 12 (Karte)                   |                   | ehem. Grundmühle Semmelsberg (auch Niedermühle Polenz), jetzt Wohnhaus |                          |